# بات فارلي
بات فارلي هو منافس ألعاب قوى كندي، ولد في 11 يوليو 1935 في Mullingar ‏ في جمهورية أيرلندا.

## وصلات خارجية
- بات فارلي على موقع أوليمبيديا (الإنجليزية)